# Cerastes
Cerastes é um género de víboras venenosas encontradas nos desertos e semidesertos desde o norte do Norte de África para leste através da Península Arábica até ao Irão.. São reconhecidas actualmente três espécies. Entre os nomes comuns para este género incluem-se víboras-cornudas, e víboras-do-deserto-do-norte-de-áfrica,

## Descrição

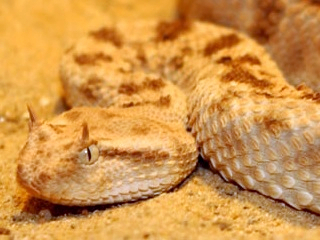
C. cerastes.

Cerastes são serpentes pequenas, tendo em média menos de 50 cm de comprimento total (corpo+cauda), mas com aparência relativamente corpulenta. A cabeça é larga, achatada e distinta do pescoço. A cabeça encontra-se coberta com escamas enquilhadas, usualmente 15 ou mais segundo a largura, e um chifre supra-orbital pode estar presente sobre cada olho em algumas espécies. O focinho é curto e largo e os olhos, colocados em posição bem frontal, são de tamanho pequeno a moderado. O corpo é curto, grosso e cilindricamente deprimido. A cauda é curta e diminui abruptamente de espessura depois da cloaca. As escamas dorsais são pequenas, enquilhadas, dispostas em 23 a 35 filas a meio corpo, sendo as quilhas da fila lateral oblíqua em forma de serra.
Emboras se refira frequentemente a Cerastes como víboras-cornudas, apenas nas duas espécies maiores, C. cerastes e C. gasperettii, foram observados chifres, e mesmo estas nem sempre os têm. Dentro de uma mesma população ou até mesmo numa mesma ninhada podem encontrar-se indivíduos com e sem chifres.
Quando estão presentes, cada chifre consiste de uma única escama comprida, em forma de espinho, a qual pode ser dobrada para trás ficando alojada na escama pós-ocular. Dobram-se para trás em respostas a um estímulo directo, diminuindo a silhueta da cabeça e facilitando a passagem da serpente através de tocas. Os chifres ocorrem mais frequentemente em indivíduos de desertos arenosos e menos em indivíduos de desertos rochosos. Os espécimes sem chifres, apresentam em seu lugar uma arcada supraciliar proeminente.
O propósito dos chifres é objeto de muita especulação. Uma teoria sustenta que eles permitem acumular arena ao mesmo tempo que impedem que esta chegue aos olhos do animal. Outra teoria mais recente sustenta que simplesmente servem para quebrar o contorno da cabeça, levando a que os predadores tenham mais dificuldade em avistar estas serpentes.

## Distribuição geográfica
Podem ser encontradas desde o Norte de África para leste através da Península Arábica e Irão. Mallow et al. (2003) descrevem o género como estando restrito aos desertos do Norte de África e Sudoeste Asiático, com o Deserto do Negueve a funcionar como zona de filtro entre as três espécies conhecidas.

## Habitat
Deserto e semideserto.

## Comportamento
Este género é nocturno e terrestre, enterrando-se frequentemente na areia para esconder-se. Embora sejam frequentemente descritas como sendo animais lentos, estas serpentes podem deslocar-se ondulando o corpo lateralmente. Quando o fazem, podem mover-se rapidamente sobre a areia.
As espécies de Cerastes não são consideradas temperamentais, mas quando se sentem ameaçadas frequentemente mantêm a sua posição e enrolam o corpo fazendo roçar diferentes segmentos do mesmo uns nos outros, produzindo estalidos, da mesma maneira que Echis. A isto chama-se estridulação. Se suficientemente provocadas, atacam desde esta mesma posição.
Estas serpente podem "afundar-se" rapidamente na areia solta, usando as suas escamas enquilhadas e serradas num movimento de vaivém. Este processo começa na cauda e progride para diante até que a cabeça esteja totalmente enterrada, ficando expostos apenas os olhos e as narinas. Podem enterrar-se desta forma tanto desde numa posição estendida como de uma posição enrolada. Ver vídeo.

## Alimentação
Estas serpentes são predadores de emboscada, mantendo-se enterradas na areia, esperando que as suas presas passem por elas. A sua dieta consiste sobretudo de roedores, ave, e lagartos.

## Reprodução
Todas as espécies conhecidas põem ovos. Porém, os ovos de C. vipera eclodem horas depois de serem depositados, em lugar de várias demanas depois, algo que não tinha sido observado antes com outras serpentes africanas, a maioria das quais põem ovos que eclodem semanas mais tarde, ou dão à luz crias vivas.

## Espécies
| Espécies       | Autoridade               | Nome vulgar               | Distribuição geográfica |
| -------------- | ------------------------ | ------------------------- | --- |
| C. cerastesT   | (Linnaeus, 1758)         | Víbora-cornuda-do-deserto | Zonas áridas do Norte de África (Marrocos, Saara Ocidental, Mauritânia e Mali, para leste através da Argélia, Tunísia, Níger, Líbia e Chade até ao Egito, Sudão, Etiópia e Somália) através do Sinai até ao norte do Negueve em Israel. Na Península Arábica, ocorre no Iémen e extremo sudoeste da Arábia Saudita. |
| C. gasperettii | Leviton & Anderson, 1967 | Víbora-cornuda-arábica    | Encontrada na Península Arábica, particularmente na região do Négede e em Al-Hasa |
| C. vipera      | (Linnaeus, 1758)         | Víbora-da-areia-do-saara  | Zonas áridas do Norte de África: Mauritânia, Saara Ocidental, Marrocos, Argélia, Mali, Tunísia, Líbia, Níger, Chade e Egipto. Península do Sinai: Egipto e Israel. |

T) Espécie-tipo.

## Taxonomia
Embora pareça que Laurenti mudou de ideias em 1768 e decidiu mudar o nome deste género para Aspis, em vez de Cerastes, esta alteração foi rejeitada. Mais tarde, a Comissão Internacional de Nomenclatura Zoológica incluíria o nome Cerastes na Lista Oficial de Nomes Genéricos em Zoologia (nome no. 1539), enquanto que o nome Aspis foi incluído no Índice Oficial de Nomes Genéricos Inválidos em Zoologia (nome no. 1630).